# وینربرگر
وینربرگر (به آلمانی: Wienerberger) شرکت مصالح ساختمانی اتریشی است، که بزرگترین تولیدکننده آجر در جهان می‌باشد. این شرکت در سال ۱۸۱۹ در شهر وین، اتریش تأسیس شد.
شرکت وینربرگر دارای ۲۳۰ کارخانه تولید مصالح ساختمانی در ۳۰ کشور جهان است. عمده تولیدات این شرکت شامل آجر، سیمان، بتن و کاشی می‌باشد.